# 薩氏沙鰈
薩氏沙鰈為輻鰭魚綱鰈形目鰈亞目冠鰈科的其中一種，為熱帶海水魚，分布於西太平洋印尼巴里島海域，棲息深度118-276公尺，體長可達13公分，棲息在底層水域，以小型底棲生物為食，生活習性不明。